# Plantation (Kentucky)
Plantation és una població dels Estats Units a l'estat de Kentucky. Segons el cens del 2000 tenia 902 habitants, 368 habitatges, i 252 famílies. La densitat de població era de 1.741,3 habitants/km².